# Sebastian Musiolik
Sebastian Musiolik (* 19. května 1996 Knurów) je polský profesionální fotbalista, který hraje na pozici útočníka za polský klub Śląsk Wrocław. Je bývalým polským mládežnickým reprezentantem.

## Klubová kariéra
Svoji fotbalovou kariéru začal v Piast Leszczyny. V mládeži dále nastupoval za Górnik Czerwionka, RKP Rybnik a Energetyk ROW Rybnik. V roce 2012 se propracoval do seniorské kategorie, kde hrál nejdříve za rezervu, a poté nastupoval za první mužstvo.

### Piast Gliwice
Před sezonou 2015/16 přestoupil do Piastu Gliwice, kde podepsal tříletý kontrakt s opcí.

#### Sezona 2015/16
V Ekstraklase za Piast debutoval v ligovém utkání 1. kola (20. 7. 2015) proti Termalica Bruk-Bet Nieciecza (výhra Piastu 1:0), když v 61. minutě vystřídal Bartosze Szeligu. V ročníku 2015/16 odehrál za tým 5 utkání, střelecky se v nich neprosadil.

### Energetyk ROW Rybnik (hostování)
V lednu 2016 odešel na půlroční hostování zpět do mužstva Energetyk ROW Rybnik. Za mužstvo během půl roku odehrál 13 zápasů, ve kterých se gólově neprosadil.